# Mark Dindal
Mark Dindal (* in Columbus, Ohio) ist ein US-amerikanischer Regisseur, Animator und Synchronsprecher.

## Biografie
Mark Dindals erste berufliche Fortschritte begannen als Animator bei Filmen wie Arielle, die Meerjungfrau und Bernard und Bianca im Känguruland. Als Regisseur gestaltete er die Filme Danny der Kater, Ein Königreich für ein Lama und Himmel und Huhn. In Himmel und Huhn leiht er zudem im Original dem Sportlehrer die Stimme. Für die Regie für Danny der Kater und Drehbuch und Regie für Ein Königreich für ein Lama wurde Mark Dindal für drei Annie Awards nominiert. Seit März 2006 arbeitet Dindal unabhängig von Disney. 2024 führte er Regie bei einem neuen Garfield-Kinofilm.

## Filmographie
- 1997: Danny der Kater (Cats Don't Dance)
- 2000: Ein Königreich für ein Lama (The Emperor‘s New Groove)
- 2005: Himmel und Huhn (Chicken Little)
- 2024: Garfield – Eine Extraportion Abenteuer (The Garfield Movie)